# Deutscher Schlager-Wettbewerb 1968
Der erste Deutsche Schlager-Wettbewerb fand am 4. Juli 1968, nach einjähriger Pause als Nachfolgeveranstaltung der Deutschen Schlager-Festspiele, statt. Veranstalter waren der „Verein zur Förderung der deutschen Tanz- und Unterhaltungsmusik“, das ZDF und der Deutschlandfunk.

## Ablauf
In Verbindung mit der Deutschen Schallplattenindustrie wurden Komponisten und Texter dazu aufgerufen, neue Schlager einzusenden. Es wurden insgesamt 495 Titel eingereicht. Davon wählte eine Jury 26 Titel aus. Diese wurden den Hörern des Deutschlandfunks vorgestellt. Ein Meinungsforschungsinstitut ermittelte daraus anschließend die zwölf Titel für das Finale im ZDF. Die Reihenfolge der Auftritte beim Finale wurde ausgelost.
Die Live-Sendung der Endrunde im ZDF aus der Philharmonie in Berlin wurde von Walter Giller moderiert. Die Interpreten wurden vom RIAS Tanzorchester unter Leitung von Dave Hildinger und den Rosy-Singers begleitet.
Nach Vorstellung der Titel wurde das Endergebnis durch mehrere Jurys ermittelt. Zum einen waren es 300 Zuschauer im Saal, sechs Jurys mit jeweils acht Juroren des ZDF aus verschiedenen Orten in Deutschland, eine Jury des Deutschlandfunks mit zwölf Juroren sowie das Ergebnis des Meinungsforschungsinstituts.
Die Punktevergabe verlief chaotisch, so dass man diese als Zuschauer nicht so ganz nachvollziehen konnte. Demzufolge gab es eine Gewinnerin quasi ex-machina, und mit Siw Malmkvist, die ein Lied von Hans Blum sang, gewann damit eine sichere Bank. Als Single verkaufte sich Renate Kerns Titel Lieber mal weinen im Glück am besten, obwohl sich dieser im Wettbewerb nur im Mittelfeld platzieren konnte. Das Stück war insgesamt 21 Wochen in den deutschen und 12 Wochen in den österreichischen Hitlisten vertreten. Die höchste Notierung konnte der Siegertitel verbuchen, der auf Platz 9 der deutschen Hitparade landete und damit einen Punkt vor Lieber mal weinen … lag.

## Platzierungen
| Nr. | Interpret         | Titel (Musik/Text)                                                      | Platz |
| --- | ----------------- | ----------------------------------------------------------------------- | ----- |
| 01  | Siw Malmkvist     | Harlekin (Hans Blum)                                                    | 01.   |
| 02  | Inga (Rumpf)      | Schade um die Tränen (Günter Loose)                                     | 08.   |
| 03  | France Gall       | Computer Nr. 3 (Christian Bruhn / Georg Buschor)                        | 03.   |
| 04  | Marc Bertrand     | Denk’ an morgen (Günter Loose)                                          | 11.   |
| 05  | Howard Carpendale | Wir sagen ja zu der Liebe (Dieter Zimmermann)                           | 10.   |
| 06  | Anna-Lena         | Alle Blumen wollen blühen (Hans Blum)                                   | 04.   |
| 07  | Graham Bonney     | 99,9 Prozent (Christian Bruhn / Günter Loose)                           | 06.   |
| 08  | Dorthe            | Wärst du doch in Düsseldorf geblieben (Christian Bruhn / Georg Buschor) | 02.   |
| 09  | Rex Gildo         | Wer das verbietet (Henry Mayer / Fini Busch)                            | 05.   |
| 10  | Gus Backus        | Lieber Maler, male mir (Hans Blum / Werner Raschek)                     | 09.   |
| 11  | Jacqueline Boyer  | Der Mond vom Fudschijama (Heinz Korn / Heinz Korn)                      | 12.   |
| 12  | Renate Kern       | Lieber mal weinen im Glück (Horst-Heinz Henning / Hans Chrislin)        | 07.   |

Folgende Titel konnten sich nicht für die Endrunde qualifizieren:
- Mary Roos: Die Welt von morgen, ihre einzige Zusammenarbeit mit Ralph Siegel
- Corry Brokken: Ich bin glücklich, obwohl ich weine, Günter Sonneborn / Heinz Korn
- Christine: Ich bin kein Engel
- Costa Cordalis: Der Vorhang geht auf
- The Cry’n Strings: Sommernacht
- Jürgen Herbst: Heut’ sieht alles anders aus
- Sigi Hoppe: Und der Himmel hängt voller Gitarren
- Peter Horton: Wir brauchen keinen blauen Himmel
- Jacob Sisters: Mit dem Pfeil und Bogen
- Renate und Werner Leismann: Nur wer wagt, gewinnt
- Gisela Marell: Freu dich lieber nicht zu früh
- Nilsen Brothers: Der Hauptgewinn
- Peter Orloff: Gold auf der Straße
- Tonia: Weiter, immer weiter

## Endergebnisübersicht nach Jurywertung Deutscher Schlagerwettbewerb 1968
| Titel                                 | Umfrage Meinungs forschungs institut | Studio Kiel | Studio Hamburg | Studio Hannover | Studio Düsseldorf | Studio Wiesbaden | Studio Stuttgart | Deutsch land funk Köln | Saal- ergebnis | Summe | Platz |
| ------------------------------------- | ------------------------------------ | ----------- | -------------- | --------------- | ----------------- | ---------------- | ---------------- | ---------------------- | -------------- | ----- | ----- |
| Harlekin                              | 22                                   | 2           | 2              | 4               | 10                | 6                | 15               | 16                     | 30             | 107   | 01.   |
| Wärst Du doch in Düsseldorf geblieben | 24                                   | 12          | 9              | 7               | 5                 | 16               | 3                | 3                      | 25             | 104   | 02.   |
| Computer Nr.3                         | 31                                   | 7           | 6              | 3               | 11                | 4                | 0                | 11                     | 14             | 87    | 03.   |
| Alle Blumen wollen blühen             | 26                                   | 3           | 0              | 3               | 0                 | 0                | 0                | 1                      | 49             | 82    | 04.   |
| 99,9 Prozent                          | 25                                   | 0           | 14             | 5               | 1                 | 5                | 0                | 4                      | 22             | 76    | 05.   |
| Wer das verbietet                     | 25                                   | 1           | 0              | 5               | 0                 | 0                | 2                | 5                      | 38             | 76    | 05.   |
| Lieber mal weinen im Glück            | 28                                   | 2           | 5              | 4               | 2                 | 4                | 8                | 7                      | 9              | 69    | 07.   |
| Schade um die Tränen                  | 25                                   | 9           | 0              | 2               | 2                 | 2                | 7                | 4                      | 5              | 56    | 08.   |
| Lieber Maler, male mir                | 23                                   | 1           | 3              | 5               | 6                 | 2                | 0                | 4                      | 7              | 55    | 09.   |
| Wir sagen ja zu der Liebe             | 26                                   | 1           | 0              | 1               | 3                 | 0                | 0                | 1                      | 15             | 47    | 10.   |
| Denk' an morgen                       | 24                                   | 1           | 1              | 0               | 0                 | 0                | 0                | 4                      | 14             | 44    | 11.   |
| Der Mond vom Fudschijama              | 21                                   | 1           | 0              | 1               | 0                 | 1                | 3                | 0                      | 8              | 35    | 12.   |

## DVD-Veröffentlichung
Die ZDF-Sendung von 1968 wurde 2006 zusammen mit den Schlagerwettbewerben 1969 und 1970 auf einer Doppel-DVD veröffentlicht.